# 高能·保羅歷
高能·保羅歷（Goran Paulic，1965年3月31日—），生於前南斯拉夫，已退役克羅地亞足球運動員，擁有歐洲足協A級教練牌照及持有運動管理碩士學位，曾經擔任香港足球代表隊主教練。

## 球員生涯
高能生於前南斯拉夫，曾經效力於香港甲組足球聯賽球會好易通和流浪，於2007年開始執教香港東亞運動會足球代表隊。在2008年10月29日，他獲得香港足球總會委任為香港足球代表隊主教練，與塞爾維亞籍教練狄恩以雙教練形式執教。2012年4月，高能受到邀請執教中國足球乙級聯賽球會東莞南城，2012年夏季受到邀請執教香港甲組足球聯賽球會流浪。

## 「無牌教練」風波
2008年10月29日，由時任東亞運代表隊教練高能與狄恩聯手出任香港隊教練，當時執教生涯一片空白的高能執教資歷被質疑，由於香港足球總會曾經未有接收到他的歐洲足協A級教練資格證明文件，故此高能有可能不符合該職位要求，為A級足協教練牌照的條件，更被南華及傑志兩大球會抵制，不會派員參與代表隊賽事，事後，高能親身證實他持有克羅地亞足球總會簽發的歐洲足協A級教練牌照，洗脫「無牌教練」之名，終在2009年8月約滿後離任。

## 外部連結
- 香港足球總會官方網站 （页面存档备份，存于）
- transfermarkt.co.uk